# Михеевы (деревня)
 Михеевы  — деревня в Орловском районе Кировской области. Входит в состав Орловского сельского поселения.

## География
Расположена на расстоянии примерно 11 км по прямой на северо-запад от райцентра города Орлова непосредственно к югу от села Русаново.

## История
Известна с 1671 года как починок  Васки Якимова с 1 двором, в 1763 43 жителя, в 1802 (починок  Василия Якимова) 6 дворов. В 1873 году здесь (починок  Василия Акимова или Михеевы) дворов 8 и жителей 65, в 1905 (починок  Василия Екимова или Михеевы) 14 и 90, в 1926 (деревня Михеевы или Василия Якимова) 16 и 82, в 1950 11 и 35, в 1989 43 жителя. Настоящее название утвердилось с 1939 года. С 2006 по 2011 год входила в состав Шадричевского сельского поселения.

## Население
Постоянное население составляло 23 человека (русские 100%) в 2002 году, 22 в 2010.